# Beech (Hampshire)
Beech es una localidad situada en el condado de Hampshire, en Inglaterra (Reino Unido). Tiene una población estimada, a mediados de 2020, de 563 habitantes.
Está ubicada al suroeste de la región Sudeste de Inglaterra, cerca de la ciudad de Winchester —la capital del condado—, de la costa del canal de la Mancha y de la frontera con la región Sudoeste de Inglaterra, y al suroeste de Londres.